# Палтишев Микола Миколайович
Мико́ла Микола́йович Па́лтишев (10 жовтня 1946 — 5 вересня 2021) — український педагог, народний вчитель СРСР.

## Біографія
М. М. Палтишев народився 10 жовтня 1946 року у Ленінграді (РРФСР) .    
В 1970 році закінчив теплофізичний факультет Одеського технологічного інституту, а в 1976 році — фізико-математичний факультет Одеського державного педагогічного інституту імені К. Д. Ушинського.
В 1971—1993 роках працював викладачем фізики професійно-технічного училища № 1 міста Одеси.
В 1987 році захистив дисертацію на здобуття наукового ступеня кандидата педагогічних наук. Згодом присвоєно вчене звання доцента.
В 1993—2000 роках завідував кафедрою в Одеському обласному інституті удосконалення вчителів. В 2000—2006 роках працював у приватних закладах освіти м. Одеси. З 2006 року викладає фізику в одеській загальноосвітній школі № 55.
В 1984—1988 роках був депутатом Одеської обласної ради.
Обирався народним депутатом СРСР, членом Верховної Ради СРСР (1989—1991 рр.).
Помер в Одесі 5 вересня 2021 року.

## Науково-педагогічна діяльність
М. М. Палтишев — автор поетапної системи навчання, яка була визнана Академією педагогічних наук СРСР та Академією педагогічних наук України. Його досвід вивчався Державники комітетами СРСР та УРСР з професійно-технічної освіти та був запропонований для впровадження у закладах освіти.
Про досвід М. М. Палтишева було надруковано у енциклопедичному виданні «У світі професій» (Москва, 1986 р.) та інш.
В 2016 році обраний почесним доктором Національної академії педагогічних наук України.
Є автором 300 науково-методичних робіт, серед яких 10 підручників та книг для вчителів.

#### Праці
- Поэтапная система обучения физике в средних ПТУ. — К., 1984. — 41 с.
- Педагогическая гармонія: Учебно-методическое пособие для учителя. — К., 1996. — 102 с.

## Нагороди
- Звання «Народний вчитель СРСР» (1987 р.)
- Медаль «За трудову доблесть».
- Грамота Президії Верховної Української РСР (1987 р.)
- Педагогічна премія СРСР імені Н. К. Крупської.
- Медаль  НАПНУ «К. Д. Ушинський».
- Знак «Відмінник народної освіти УРСР»
- Почесна відзнака Президента України «Срібний хрест» (1996 р.) та інші.